# Рыловская волость
Рыловская во́лость — нижняя административно-территориальная единица в составе Вязниковского уезда Владимирской губернии Российской империи и СССР. Волостной центр — деревня Порзамка. Ныне территория Вязниковского района Владимирской области и  Южского района Ивановской области России.
Упразднена в 1926 году.

## История
С 1926 года территория волости в составе  Вязниковской и Мстерской волостей.

## Состав
По данным на 1905 год входили 38 населённых пункта (Список населённых мест Владимирской губернии — Владимир: 1907).
- Артёмково
- Большой Удол (ныне Большие Удолы)
- Брюховая
- Бургино
- Глушицы
- Дегтярня
- Демидиха
- Добрицы
- Жуково
- Заборочье
- Кинешемский погост
- Кобяково
- Козлово
- Косики
- Круглецы
- Липовская Усадьба
- Лужки
- Малый Удол (ныне Малые Удолы)
- Мальцево
- Митины Деревеньки
- Ново
- Павлицы
- Павлово
- Палкино
- Пестриково
- Погарицы
- Подъелово
- Порзамка - волостной центр
- Пустынь
- Раменье (ныне Рамень)
- Растовицы
- Рыло (Новоклязьминское)
- Сельцовы Деревеньки
- Симбирка
- Ступины Деревеньки
- Таковец
- Федорково
- Якушиха

По документам также входила Золотая Грива.